# إيرني تايلور (لاعب كرة قدم)
إيرني تايلور (بالإنجليزية: Ernie Taylor)‏ (1 يناير 1869 في المملكة المتحدة - 1 يناير 1949 بساوثهامبتون في المملكة المتحدة) هو لاعب كرة قدم بريطاني (وحمل سابقاً جنسية المملكة المتحدة لبريطانيا العظمى وأيرلندا) في مركز الدفاع. لعب مع نادي إيفرتون ونادي ساوثهامبتون وFreemantle F.C. ‏.